# Kotva

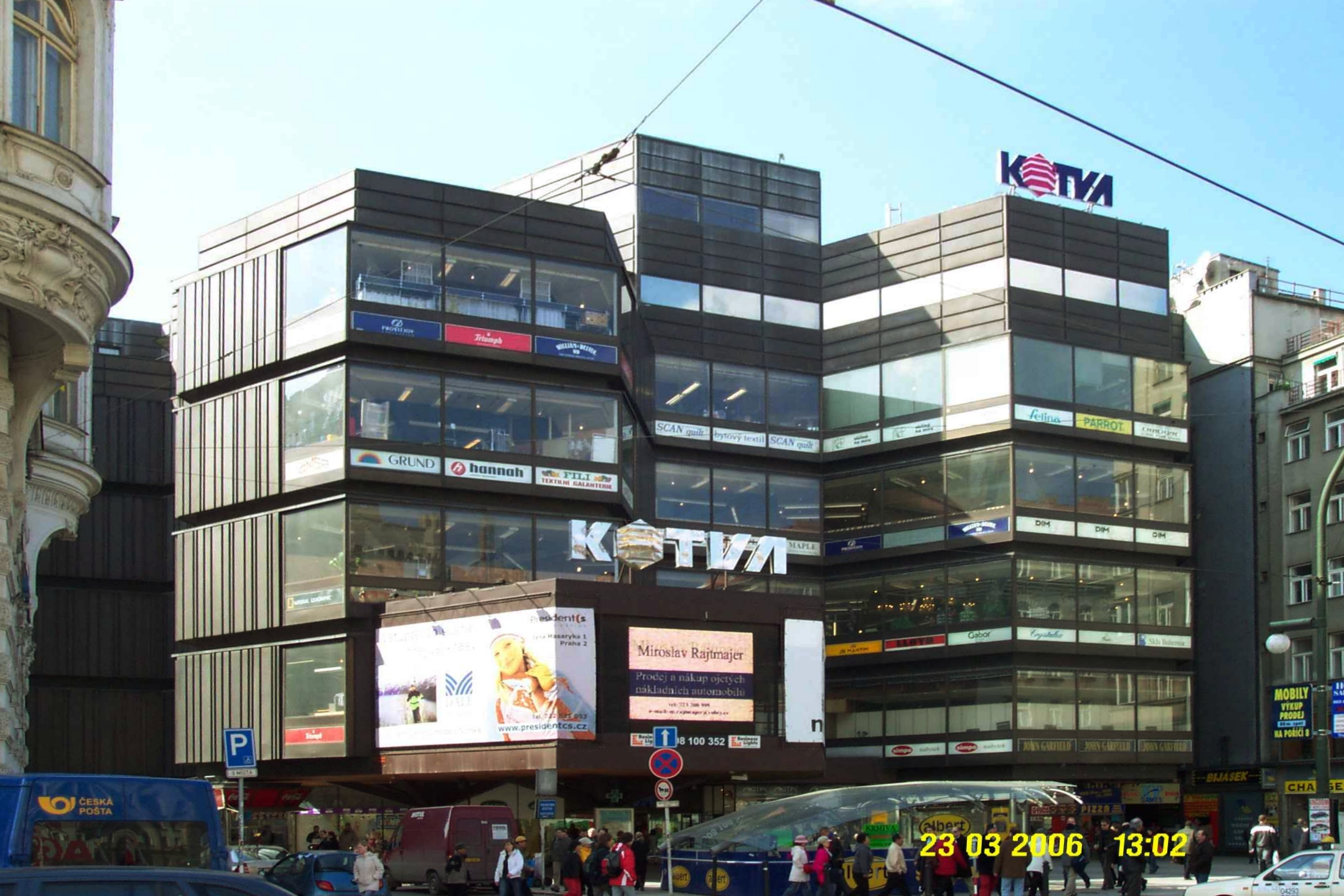
Dom towarowy Kotva

Kotva – dom towarowy w Pradze, na Placu Republiki.
Kotva (znaczy Kotwica) została wybudowana między 1970 a 1975, zaprojektowana przez czeskich architektów. Została zbudowana przez szwedzkie firmy budowlane. Budynek jak na swoje czasy był bardzo nietypowy. Składa się z wielu rzutów sześciokątnych, które są ze sobą połączone. Kotva ma pięć kondygnacji nadziemnych, a w sumie dziesięć połączonych schodami ruchomymi (dwa wałki po pięć schodów ruchomych) i mniej więcej taką samą liczbę podziemnych, służące jako garaż i supermarket. Od otwarcia stał się symbolem obfitości i bogactwa socjalizmu, był największym sklepie w byłej Czechosłowacji. Obecnie istnieją również starania o uznanie budynku za zabytek kultury.